# Перша англо-бурська війна
Перша англо-бурська війна або Трасваальська війна — колоніальна війна Великої Британії проти бурської Південно-Африканської Республіки, яка тривала з 1880 по 1881 рік.

## Передумови війни
Голландська Капська колонія в Африці була захоплена британцями на початку XIX століття. Нащадки голландських, німецьких, французьких та ін. вихідців, бури, вели скотарське господарство і користувалися працею чорношкірих рабів. Але у 1833 році британський уряд ліквідував рабство у всіх своїх колоніях. Бури сприйняли це як недружній акт стосовно них. Почалося переселення бурів (Рух фоуртреккерів) з британської колонії. За річкою Оранжева бури заснували Республіку Оранжева, а за річкою Вааль — республіку Трансвааль.
Перша англо-бурська війна була значною мірою наслідком виявлення місцезнаходжень алмазів у Західному Грікваленді — землях, населених гріква і тсвана, і що входили з 1854 р. до бурської Республіки Оранжева.
Поклади алмазів були виявлені там наприкінці 1860-х рр., що призвело до початку «алмазної лихоманки». Британія анексувала ці землі в 1871 р., приєднавши їх до Капської колонії.
У 1870-і рр. у Лондоні виникає проект Південно-Африканської Конфедерації, до якої мали увійти, крім британських колоній, ще й бурські республіки. Скориставшись вкрай важким фінансовим становищем та низкою поразок від правителя Вождівство Понд Секукуні I, британці анексували в 1877 р. Південно-Африканську республіку. Здійснив анексію сер Теофіліус Шепстоун, під керівництвом якого перебував загін всього з 26 кінних поліцейських. У відповідь президент Трансваалю Т. Бюргерса виступив з прокламацією, в якій він висловив протест проти цієї акції, але в той же час закликав населення утриматися від активних дій. Але цей протест носив суто формальний характер, і сам президент вважав приєднання республіки до британських володінь найкращим виходом із ситуації, що склалася. Однак політика британської влади викликала зростаюче невдоволення бурів. Головною її причиною стала спроба стягнути з бурів податкової недоїмки за роки, що передували анексії.

## Бойові дії
Війна розпочалася 16 грудня 1880 року повстанням трансваальских бурів в Почефструмі, після того як уряд Трансваалю оголосив про свою незалежність від Великої Британії. З 22 грудня 1880 р. по 6 січня 1881 р. британські гарнізони на всій території Трансваалю виявилися оточеними. Бури спочатку не мали регулярної армії. Коли загрожувала небезпека, всі чоловіки в окрузі створювали міліцію й організувалися у військові підрозділи «командос», в яких обирався офіцер. Бури одягалися в звичайну сільську одежу, що була нейтральною стосовно кольорів африканського пейзажу, тоді як британська уніформа була все ще яскраво-червоною, що абсолютно контрастувало з африканським пейзажем. Це дозволяло бурам, будучи досвідченими стрільцями, легко стріляти з укриття в британських солдатів навіть на великій відстані. Кожен чоловік приносив свою власну зброю, як правило, мисливську рушницю, і мав власного коня. Більшість бурів мали однозарядні гвинтівки такі, як Westley Richards, Martini-Henry чи Remington Rolling Block. Як мисливці вони навчилися стріляти з засади, з положення лежачи. На громадських зібраннях часто проводилися змагання зі стрільби по мішенях, наприклад по курячих яйцях, які були за 100 і більше метрів від стрільця. Як вважають деякі історики, перевага бурів полягала в їхній особливій військовій тактиці. Бури віддавали перевагу хитрощам і швидкості, в той час, як британці більше приділяли увагу дисципліні та шикуванню.
У першому бою біля Бронхорстспройта (Bronkhorstspruit), підполковник Анструтер і його загін з 120 бійцями потрапили під обстріл бурів і протягом декількох хвилин після першого пострілу були вщент розбиті. Втрати бурів склали 2 вбитих та 5 поранених. Це були в основному ірландські полки, які рухалися на захід до Преторії. Загін був зупинений групою бурських командос. Їх лідер, Піт Жубер, поставивши вимогу Анструтеру і його загонам повернутися, заявивши, що ця територія тепер знову є незалежною республікою, і тому будь-яке подальше просування британців буде розглядатися як акт війни. Анструтер відмовився і віддав наказ про розподіл боєприпасів. Бури, відкрили вогонь із засідки і британські війська були знищені. Враховуючи, що більшість його солдатів була вже убита чи поранена, помираючий Анструтер наказав здатися.
Повстання бурів захопило зненацька шість невеликих британських фортів, розкиданих по Трансваалю, в яких знаходилося загалом близько 2000 військовослужбовців. У форті Лейдендберг (Lydenburg) було лише 50 військових. Будучи ізольованими військовослужбовці усіх фортів все, що могли зробити, це підготуватися для облоги, і чекати на звільнення. Інші п'ять фортів знаходилися щонайменше 80 км один від одного. Це були: Вакерструм (Wakkerstroom) і Стандертон (Standerton) на півдні, Марабастадт (Marabastadt) на півночі і Потчефструм (Potchefstroom) Рустенбург(Rustenburg) на Заході.
Облога британських гарнізонів призвела до битви біля Нек Лейнга 28 січня 1881 р., де британські сили спробували прорвати позиції бурів. Але, втративши 84 людини вбитими (втрати бурів становили 14 вбитих) британці зазнали поразки. У битві при Нек Лейнга генерал-майор сер Джордж Померой Коллі намагався за допомогою атак кавалерії і піхоти прорвати позиції бурів на Драконових горах для полегшення становища британських гарнізонів. Британці, зазнавши величезних втрат, були відбиті бурами під командуванням Піта Жубера. З 480 британських військовослужбовців, які взяли участь у прориві, 150 так і не повернулися. Крім того завдяки неабиякій влучності бурами було вбито і поранено багато старших офіцерів.
Потім була битва при Шойншухті (Schuinshoogte) (також відома, як битва при Інґоґо (Ingogo)) 8 лютого 1881 р., у якій британські війська ледве уникли повного розгрому. Генерал-майор сер Джордж Померой Коллі знайшли прихисток у Наталі на горі Проспект, що за 5 км на південь, щоб дочекатися підкріплення. 7 лютого бури атакували поштовий ескорт з листом про допомогу. Коллі був оточенні. Наступного дня генерал-майор, сповнений рішучості, збільшив кількість військ для супроводу. Бури напали на конвой на річці Інґоґо, але вже з більшими силами, близько 300 чоловік. Вогнева міць у противників була рівною, і бій тривав кілька годин, але бури домінували в бою допоки темрява і сильний вітер не дозволив британцям відійти назад на гору Проспект.
У цьому бою британці втратили 139 солдатів і офіцерів, половину всіх сил, яка була виділена для супроводу поставок.
14 лютого бойові дії були припинені в очікуванні результатів мирних переговорів, ініційованих Крюгером. За цей час прибуло обіцяне підкріплення для Коллі. Британський уряд у той же час запропонував Королівській комісії дослідити можливість виведення військ і укладання перемир'я з бурами. Коллі піддав критиці цю позицію, очікуючи, що під час досягнення остаточної угоди з Крюгером британський уряд матиме козирі в переговорах і, тому вирішив напасти знову на бурські позиції. Таке рішення призвело для найбільшої катастрофи і ганьби британської армії у битві на горі Маджуба 27 лютого 1881 року.
26 лютого 1881 р., Коллі зробив нічний марш-кидок з 360 бійцями на вершину гори Маджуба, де їх чекали позиції бурів. Рано вранці наступного дня бури побачили, що Коллі зайняв вершину, і почали підніматися на гору. Бури, точно стріляючи і використовуючи всі наявні природні укриття, просувалися до захоплених британських позицій. Кілька груп бурів штурмували гору і відкинули британців з великими витратами для них, включаючи загибель генерал-майора Коллі. Ця перемога згадувалася під час Другої англо-бурської війни з гаслами «Пам'ятай Маджубу». Втрати бурів були невеликими — 1 вбитий і 5 — поранених.
Військові дії тривали до 6 березня 1881 року, коли було оголошено перемир'я, за іронією долі на тих же умовах, які Коллі відкинув.
Бури не обмежилися веденням бойових дій у Трансваалі і вторглися до Наталю. Г. Р. Хаггард, який в цей час жив на фермі в цій колонії, згадував: "Ми були оточені супротивником і щогодини чекали його нападу. Ніч за ніччю ми спали, іноді не роздягаючись, поставивши заряджені гвинтівки під ліжком і револьвери під подушку; у стайні завжди стояло шість осідланих коней ".
Бури завдали ряд поразок британським військам, найбільша з яких сталася 26 лютого 1881 р. біля гори Маджуба. З цього приводу Хаггард писав своїй дружині: «Нам повідомили, що війська, які стоять табором біля Нека, охоплені панікою через ряд поразок, і в останньому бою, що коштував життя бідолашному серу Джорджу Коллі, офіцери з величезними труднощами утримували солдатів від втечі».

## Кінець війни
Не бажаючи далі втягуватися у війну, британський уряд Вільяма Гладстона підписав перемир'я 6 березня 1881 р. У заключному мирному договорі 23 березня 1881 р. британці повернули бурам самоврядування в Трансваалі, під теоретичним британським наглядом. У 1884 році було підписано Лондонську угоду. Ця угода підтвердила незалежність Трансваалю і встановила його західний кордон.